# Willy De Bosscher
Willy De Bosscher (* 14. Februar 1943 in Gent) ist ein ehemaliger belgischer Radrennfahrer.
1968 startete Willy De Bosscher bei den Olympischen Sommerspielen in Mexiko-Stadt in der Mannschaftsverfolgung auf der Bahn. 1969 wurde er dreifacher belgischer Amateur-Meister im 1000-Meter-Zeitfahren, Tandemrennen (mit Dirk Baert) und Zweier-Mannschaftsfahren (mit Ernest Bens). Anschließend wurde er Profi.
De Bosscher startete bei Rennen auf der Straße sowie auf der Bahn, war aber auf der Bahn erfolgreicher. Mehrfach belegte er Podiumsplätze bei belgischen Bahnmeisterschaften in verschiedenen Disziplinen. 1977 wurde er zweifacher Meister im Sprint sowie im Steherrennen. Zudem startete er bei 147 Sechstagerennen, von denen der „gekke Willy“, der beim Sechstagepublikum für seine witzigen Einlagen beliebt war, vier (unter anderem das Sechstagerennen von Buenos Aires) gewann. 1977 wurde er Dritter bei den Europameisterschaften im Steherrennen.
Im Zusammenhang mit aufkommenden Gerüchten über angebliches Motor-Doping im Sommer 2010 berichtete der dänische Radrennfahrer René Wenzel, dass De Bosscher das Ausscheidungsfahren des Sechstagerennens von Grenoble im Jahre 1979 auf einem „Vélo à moteur“ gewonnen habe. Als die anderen Fahrer das herausfanden, hätte sie ihn verprügeln wollen, was der belgische Sechstage-Star Patrick Sercu jedoch verhindert habe. Es ist möglich, dass der „Sechstageclown“ De Bosscher diesen Einsatz eines motorisierten Fahrrades als „Scherz“ gedacht hatte.